# Нове Място (Плонський повіт)
Нове Място (пол. Nowe Miasto) — місто в Польщі, у гміні Нове Място Плонського повіту Мазовецького воєводства. Королівське місто. Лежить над річкою Сона, притокою річки Вкра.
Населення — 1644 особи (2011).

## Історія
Ймовірно, тут була фортеця, оточена ровом. Пізніше був побудований замок, який був осідком мазовецьких князів. Нове місто було засноване в XIV столітті, про що свідчить згадка 1398 року: «Це княжий град, столиця судового округу Закрочимської землі». У 1386 році тут засновано парафію. Сучасна церква була побудована близько 1471 року.
У 1420 р. князь Януш І надав місту кульмське право і назвав його Новим містом, а також встановив привілеї для ведення ваг і суконної майстерні. Герб Нового Міста мав такий вигляд: на щиті з блакитним фоном була фігура св. Іван Хреститель тримає в руці Агнця Божого в колі з прапором.
Нове місто було важливим транспортним вузлом, про що свідчать вісім доріг, що вели в різні боки. Щочетверга тут проходили знамениті базари та ярмарки. Про багатство міста свідчать ревізійні звіти, наприклад, у ревізії 1564/1565 рр. зазначено, що тут було 65 садів, 274 будинки, мурована церква, священик, шпиталь, лазня, цилюрня, ваги, два млини, 13 пивоварів і 20 виробників горілки. Найбільшого розквіту місто припадає на 16 століття. У 1644 році в місцевому замку Людовіка зупинилася Марія Луїза Ґонзаґа, майбутня дружина короля Владислава IV. Великий канцлер литовський Альбрехт-Станіслав Радзивілл, який супроводжував Людвіку Марію в її подорожі, не дуже прихильно відгукувався про Нове місто. У своїх щоденниках 2 березня 1646 року він писав: «Нове місто тільки по назві, бо аж ніяк не гідне навіть назви брудного села». Після величезних руйнувань, завданих шведами в 1655–1660 роках, місто знелюднело. Пізніше французько-російські бої в цьому районі (грудень 1806 року), а також обидва повстання в 19 столітті сприяли подальшій стагнації міста. У 1869 році за царським указом Нове Място втратило свої міські права, якими користувалося 467 років. Відновило права міста 1 січня 2022 року.
У 1975-1998 роках тоді село Нове Място належало до Цехановського воєводства.

## Демографія
Демографічна структура станом на 31 березня 2011 року:
|          | Загалом | Допрацездатний вік | Працездатний вік | Постпрацездатний вік |
| -------- | ------- | ------------------ | ---------------- | -------------------- |
| Чоловіки | 821     | 162                | 583              | 76                   |
| Жінки    | 823     | 142                | 495              | 186                  |
| Разом    | 1644    | 304                | 1078             | 262                  |